# Oliveonia
Oliveonia Donk (woskóweczka) – rodzaj grzybów z rzędu pieprznikowców (Cantharellales). W Polsce występuje jeden gatunek.

## Charakterystyka
Grzyby kortycjoidalne o bazydiokarpie rozpostartym, rozproszonym, cienkim, skórzastym. Hymenofor gładki, białawy do szarego. System strzępkowy monomityczny, strzępki ze sprzążkami lub bez. Subikulum cienkościenne lub grubościenne, często galaretowate, ze sprzążkami lub bez. Czasami występują cienkościenne leptocystydy. Podstawki maczugowate do jajowatych z 2 lub 4 sterygmami, rzadko z jedną. Bazydiospory niemal kuliste, elipsoidalne, cytrynkowate lub podłużne, gładkie, cienkościenne, nieamyloidalne, niecyjanofilne i wytwarzające zarodniki wtórne w sposób powtarzalny.
Oliveonia jest blisko spokrewniona z Ceratobasidium, od której różni się głównie obecnością leptocystyd.

## Systematyka i nazewnictwo
Pozycja w klasyfikacji według Index Fungorum: Oliveoniaceae, Auriculariales, Auriculariomycetidae, Agaricomycetes, Agaricomycotina, Basidiomycota, Fungi.
Synonimy: Heteromyces L.S. Olive, Monosporonella Oberw. & Ryvarden, Oliveorhiza P. Roberts, Sebacinella Hauerslev.
Polską nazwę  zaproponował Władysław Wojewoda w 2003 r.
Gatunki:
- Oliveonia citrispora (Hauerslev) P. Roberts 1998
- Oliveonia fibrillosa (Burt) Donk 1958 – woskóweczka włóknista
- Oliveonia nodosa (Hauerslev) P. Roberts 1998
- Oliveonia pauxilla (H.S. Jacks.) Donk 1958
- Oliveonia termitophila (Oberw. & Ryvarden) P. Roberts 1998

Wykaz gatunków i nazwy naukowe na podstawie Index Fungorum. Nazwy polskie według Władysława Wojewody.